# Ander Elosegi
Ander Elosegi Alkain (Irun, 14 novembre 1987) è un canoista spagnolo, specializzato nella canoa slalom.

## Biografia
Ha rappresentato la Spagna ai Giochi olimpici estivi di Pechino 2008 e Londra 2012.

## Palmarès
- Mondiali slalom

La Seu d'Urgell 2009: bronzo nel C1 a squadre;
La Seu d'Urgell 2019: argento nel C1; argento nel C1 a squadre;
- Europei slalom

Liptovský Mikuláš 2016: bronzo nel C1;
- Europei U23 slalom

Liptovský Mikuláš 2009: bronzo nel C1;